# Automeris hamata
Automeris hamata är en fjärilsart som beskrevs av William Schaus 1906. Automeris hamata ingår i släktet Automeris och familjen påfågelsspinnare. Inga underarter finns listade i Catalogue of Life.